# سام ماتش
سام ماتش (بالإنجليزية: Sam Match)‏ كان لاعب كرة مضرب أمريكي بدأ مسيرته كمحترف سنة 1954، اعتزل اللعب في 1968. أعلى تصنيف له في الفردي كان المركز الـ 8 في سنة 1949. أعلى تصنيف له في الزوجي كان المركز الـ 4 في سنة 1948.